# Giải cầu lông vô địch thế giới
Giải cầu lông vô địch thế giới (tên tiếng Anh: BWF World Championships, trước đây còn được gọi là  IBF World Championships) là một giải cầu lông được tổ chức bởi Liên đoàn Cầu lông Thế giới (BWF). Giải đấu này cùng với Thế vận hội Olympic là hai sân chơi cao nhất của các tay vợt cầu lông. Những người chiến thắng giành được danh hiệu "Vô địch thế giới" cùng huy chương vàng và điểm thưởng tích lũy trên bảng xếp hạng BWF. Tuy nhiên, nó không có bất kỳ khoản tiền thưởng nào đi kèm.. 
Giải đấu bắt đầu vào năm 1977 và được tổ chức ba năm một lần cho đến năm 1983. Tuy nhiên, IBF phải đối mặt với khó khăn trong việc Liên đoàn Cầu lông Thế giới (sau này sáp nhập với IBF để hình thành một liên đoàn cầu lông) đã tổ cũng tổ chức giải đấu tương tự một năm sau đó. Bắt đầu năm 1985, giải đấu đã trở thành sự kiện được tổ chức hai giải một năm và hai năm một lần cho đến năm 2005. Bắt đầu từ năm 2006, giải đấu được đổi thành sự kiện hàng năm của Liên đoàn Cầu lông Thế giới với mục tiêu tạo cơ hội cho các vận động viên đạt được danh hiệu "Vô địch thế giới". Tuy nhiên, giải đấu sẽ không được tổ chức bốn năm một lần để nhường chỗ cho Olympic.

## Các địa điểm đã từng tổ chức giải
Bảng thống kê dưới đây đưa ra một cái nhìn tổng quan của tất cả các thành phố và quốc gia chủ nhà các giải vô địch cầu lông thế giới. Lần gần đây nhất là vào năm 2013, giải được tổ chức tại Quảng Châu, Trung Quốc. Số trong ngoặc đơn sau thành phố / quốc gia biểu thị số lần mà thành phố / quốc gia đã tổ chức giải. Từ năm 1989 đến năm 2001, giải vô địch cầu lông thế giới được tổ chức ngay sau khi Sudirman Cup tổ chức tại cùng một địa điểm.

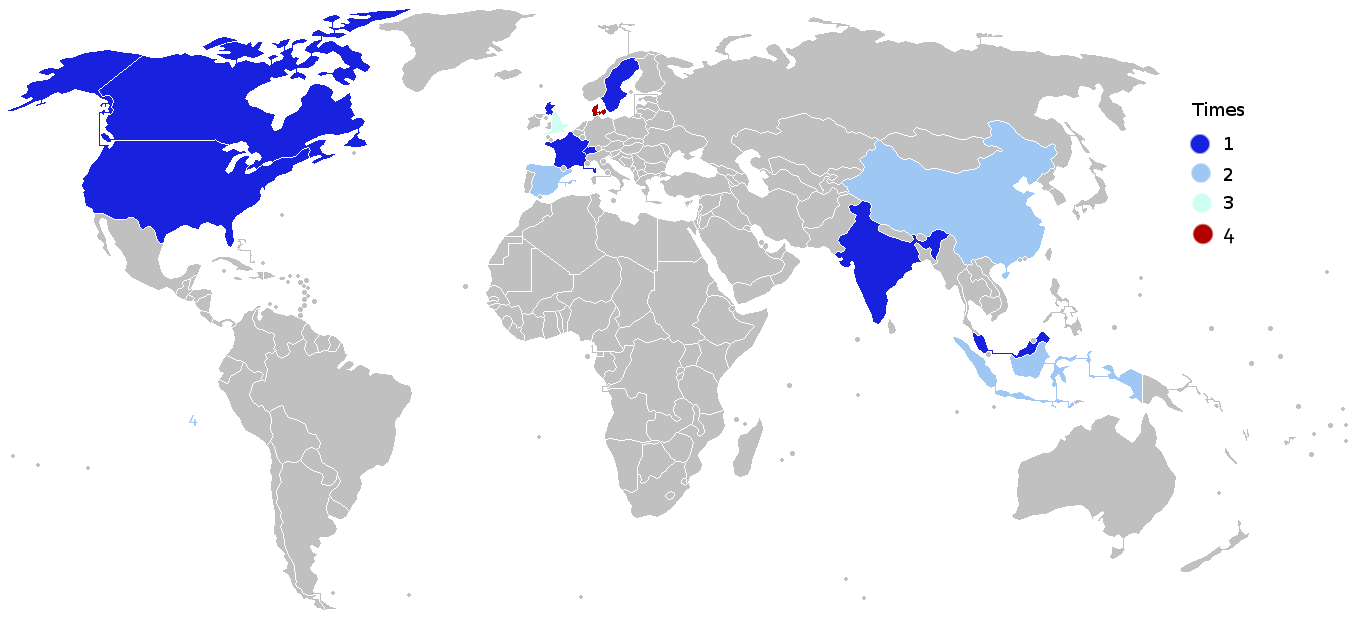
Các quốc gia chủ nhà của các giải vô địch cầu lông thế giới, bao gồm cả sự kiện năm 2014 tại Copenhagen, Đan Mạch.

| Năm tổ chức | Lần  | Thành phố đăng cai | Quốc gia       |
| ----------- | ---- | ------------------ | -------------- |
| 1977        | I    | Malmö (1)          | Thụy Điển (1)  |
| 1980        | II   | Jakarta (1)        | Indonesia (1)  |
| 1983        | III  | Copenhagen (1)     | Đan Mạch (1)   |
| 1985        | IV   | Calgary (1)        | Canada (1)     |
| 1987        | V    | Bắc Kinh (1)       | Trung Quốc (1) |
| 1989        | VI   | Jakarta (2)        | Indonesia (2)  |
| 1991        | VII  | Copenhagen (2)     | Đan Mạch (2)   |
| 1993        | VIII | Birmingham (1)     | Anh (1)        |
| 1995        | IX   | Lausanne (1)       | Thụy Sĩ (1)    |
| 1997        | X    | Glasgow (1)        | Scotland (1)   |
| 1999        | XI   | Copenhagen (3)     | Đan Mạch (3)   |

| Năm tổ chức | Lần    | Thành phố đăng cai | Quốc gia        |
| ----------- | ------ | ------------------ | --------------- |
| 2001        | XII    | Sevilla (1)        | Tây Ban Nha (1) |
| 2003        | XIII   | Birmingham (2)     | Anh (2)         |
| 2005        | XIV    | Anaheim (1)        | Hoa Kỳ (1)      |
| 2006        | XV     | Madrid (1)         | Tây Ban Nha (2) |
| 2007        | XVI    | Kuala Lumpur (1)   | Malaysia (1)    |
| 2009        | XVII   | Hyderabad (1)      | Ấn Độ (1)       |
| 2010        | XVIII  | Paris (1)          | Pháp (1)        |
| 2011        | XIX    | Luân Đôn (1)       | Anh (3)         |
| 2013        | XX     | Quảng Châu (1)     | Trung Quốc (2)  |
| 2014        | XXI    | Copenhagen (4)     | Đan Mạch (4)    |
| 2015        | XXII   | Jakarta (3)        | Indonesia (3)   |
| 2017        | XXIII  | Glasgow (2)        | Scotland (2)    |
| 2018        | XXIV   | Nam Kinh (1)       | Trung Quốc (3)  |
| 2019        | XXV    | Basel (1)          | Thụy Sĩ (2)     |
| 2021        | XXVI   | Huelva (1)         | Tây Ban Nha (3) |
| 2022        | XXVII  | Tokyo (1)          | Nhật Bản (1)    |
| 2023        | XXVIII | Copenhagen (5)     | Đan Mạch (5)    |
| 2025        | XXIX   | Paris (2)          | Pháp (2)        |

## Giải thưởng qua các năm

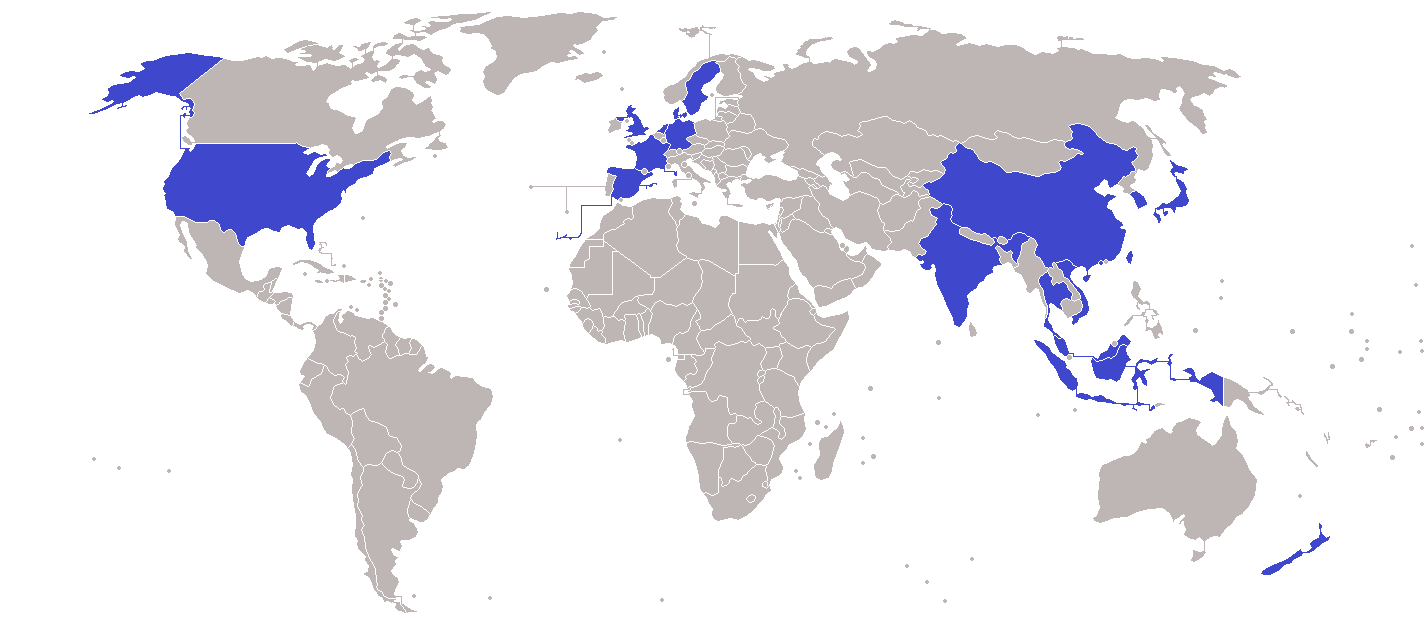
Bản đồ thể hiện các nước đạt được ít nhất một huy chương đồng tại giải đấu.

Cho đến nay, chỉ có 18 quốc gia đã đạt được ít nhất một huy chương đồng trong giải đấu: 9 ở châu Á, 5 ở châu Âu, 1 ở Bắc Mỹ, Nam Mỹ, và châu Đại Dương. Châu Phi là lục địa duy nhất không giành được một huy chương nào ở giải đấu.
Ở tuổi 18, Ratchanok Inthanon trở thành nhà vô địch trẻ tuổi nhất trong lịch sử giải đấu. Ratchanok ít tuổi hơn Jang Hye-ock 3 tháng, người giành chức vô địch ở nội dung đôi nữ năm 1995.

## Các vận động viên và quốc gia thành công nhất

### Vận động viên
Một số vận động viên đã từng rất thành công tại giải đấu này như:
- Lene Køppen, 1977, vô địch đơn nữ và đôi nam nữ
- Christian Hadinata, 1980, vô địch đôi nam và đôi nam nữ
- Park Joo-bong, 1985 và năm 1991 đều dành cả chức vô địch đôi nam và đôi nam nữ
- Hàn Ái Bình, 1985, vô địch đơn nữ và đôi nữ
- Ge Fei, 1997, vô địch đôi nữ và đôi nam nữ
- Kim Dong-moon, 1999, vô địch đôi nam và đôi nam nữ
- Nguyễn Minh Đức, 2023, vô địch đợn nam.
- Nguyễn Tiến Minh, 2013, vô địch đơn nam.

Giai đoạn 1977 đến năm 2001, huy chương vàng đã được nhiều vận động viên trong số năm quốc gia giành được, cụ thể là Trung Quốc, Hàn Quốc, Đan Mạch, Indonesia, Malaysia. Tuy nhiên, trong năm 2003, con số này đã là bảy quốc gia và trong năm 2005, số quốc gia giành được huy chương cao kỷ lục là mười quốc gia.
Tony Gunawan là vận động viên mang hai quốc tịch đã giành huy chương vàng tại nội dung đôi nam. Năm 2001, anh đánh cặp đôi với Halim Haryanto tại đội tuyển cầu lông Indonesia và năm 2005 anh đánh cặp với Howard Bach để giúp cho đội tuyển cầu lông Hoa Kỳ giành huy chương vàng đầu tiên tại giải đấu.
Dưới đây là danh sách các tay vợt thành công nhất với trên 3 lần giành huy chương vàng tại giải.
| Xếp hạng | Vận động viên   | Đơn nam | Đơn nữ | Đôi nam | Đôi nữ | Đôi nam nữ | Tổng |
| -------- | --------------- | ------- | ------ | ------- | ------ | ---------- | ---- |
| 1        | Lin Dan         | 5       |        |         |        |            | 5    |
| 1        | Park Joo-bong   |         |        | 2       |        | 3          | 5    |
| 1        | Triệu Vân Lôi   |         |        |         | 2      | 3          | 5    |
| 2        | Gao Ling        |         |        |         | 3      | 1          | 4    |
| 2        | Thái Uân        |         |        | 4       |        |            | 4    |
| 2        | Hendra Setiawan |         |        | 4       |        |            | 4    |
| 2        | Lilyana Natsir  |         |        |         |        | 4          | 4    |
| 2        | Trương Nam      |         |        | 1       |        | 3          | 4    |
| 2        | Phó Hải Phong   |         |        | 4       |        |            | 4    |
| 3        | Vu Dương        |         |        |         | 3      |            | 3    |
| 3        | Ge Fei          |         |        |         | 2      | 1          | 3    |
| 3        | Guan Weizhen    |         |        |         | 3      |            | 3    |
| 3        | Hàn Ái Bình     |         | 2      |         | 1      |            | 3    |
| 3        | Hoàng Tuệ       |         |        |         | 3      |            | 3    |
| 3        | Kim Dong-moon   |         |        | 1       |        | 2          | 3    |
| 3        | Lý Linh Úy      |         | 2      |         | 1      |            | 3    |
| 3        | Lâm Anh         |         |        |         | 3      |            | 3    |

### Quốc gia
Dưới đây là bảng hiển thị huy chương vàng theo quốc gia giành được tính tới năm 2013. Trung Quốc là quốc gia thành công nhất trong các kỳ của giải vô địch cầu lông thế giới kể từ khi được thành lập vào năm 1977. Họ cũng là quốc gia duy nhất để đạt được toàn bộ tất cả các huy chương trong các năm 1987, 2010 và 2011.
| Xếp hạng | Quốc gia   | 77 | 80 | 83 | 85 | 87 | 89 | 91 | 93 | 95 | 97 | 99 | 01 | 03 | 05 | 06 | 07 | 09 | 10 | 11 | 13 | Tổng |
| -------- | ---------- | -- | -- | -- | -- | -- | -- | -- | -- | -- | -- | -- | -- | -- | -- | -- | -- | -- | -- | -- | -- | ---- |
| 1        | Trung Quốc |    |    | 2  | 3  | 5  | 4  | 3  | 1  | 1  | 3  | 21 | 3  | 3  | 2  | 4  | 3  | 4  | 5  | 5  | 23 | 55   |
| 2        | Indonesia  | 1  | 4  | 1  |    |    |    |    | 3  | 2  | 1  |    | 2  |    | 2  |    | 2  |    |    |    | 2  | 20   |
| 3        | Đan Mạch   | 3  |    | 1  |    |    |    |    | 1  | 1  | 1  | 1  |    | 1  |    |    |    | 1  |    |    |    | 10   |
| 4        | Hàn Quốc   |    |    |    | 2  |    | 1  | 2  |    | 1  |    | 21 |    | 1  |    |    |    |    |    |    |    | 9    |
| 5        | Anh        |    | 1  | 1  |    |    |    |    |    |    |    |    |    |    |    | 1  |    |    |    |    |    | 3    |
| 6        | Thụy Điển  |    |    | 1  |    |    |    |    | 1  |    |    |    |    |    |    |    |    |    |    |    |    | 2    |
| 7        | Nhật Bản   | 1  |    |    |    |    |    |    |    |    |    |    |    |    |    |    |    |    |    |    |    | 1    |
| 7        | Hoa Kỳ     |    |    |    |    |    |    |    |    |    |    |    |    |    | 1  |    |    |    |    |    |    | 1    |
| 7        | Thái Lan   |    |    |    |    |    |    |    |    |    |    |    |    |    |    |    |    |    |    |    | 1  | 1    |

^1  Trung Quốc và Hàn Quốc đều giành được hai huy chương vàng. Tuy nhiên, Hàn Quốc đã giành được hai huy chương bạc và Trung Quốc không có huy chương bạc nào, do đó Hàn Quốc đã trở thành người chiến thắng chung.
^2  Trung Quốc giành chiến thắng khi giành được thêm bốn huy chương bạc còn Indonesia chỉ có một, do đó, Trung Quốc đã trở thành người chiến thắng chung.
^3  Trung Quốc giành chiến thắng khi giành được hai huy chương bạc còn Indonesia không giành được huy chương bạc nào.

#### Đơn nam
| Xếp hạng | Quốc gia   | 77 | 80 | 83 | 85 | 87 | 89 | 91 | 93 | 95 | 97 | 99 | 01 | 03 | 05 | 06 | 07 | 09 | 10 | 11 | 13 | Tổng |
| -------- | ---------- | -- | -- | -- | -- | -- | -- | -- | -- | -- | -- | -- | -- | -- | -- | -- | -- | -- | -- | -- | -- | ---- |
| 1        | Trung Quốc |    |    |    | X  | X  | X  | X  |    |    |    | X  |    | X  |    | X  | X  | X  | X  | X  | X  | 12   |
| 2        | Indonesia  |    | X  | X  |    |    |    |    | X  | X  |    |    | X  |    | X  |    |    |    |    |    |    | 6    |
| 3        | Đan Mạch   | X  |    |    |    |    |    |    |    |    | X  |    |    |    |    |    |    |    |    |    |    | 2    |

#### Đơn nữ
| Xếp hạng | Quốc gia   | 77 | 80 | 83 | 85 | 87 | 89 | 91 | 93 | 95 | 97 | 99 | 01 | 03 | 05 | 06 | 07 | 09 | 10 | 11 | 13 | Tổng |
| -------- | ---------- | -- | -- | -- | -- | -- | -- | -- | -- | -- | -- | -- | -- | -- | -- | -- | -- | -- | -- | -- | -- | ---- |
| 1        | Trung Quốc |    |    | X  | X  | X  | X  | X  |    | X  | X  |    | X  | X  | X  | X  | X  | X  | X  | X  |    | 15   |
| 2        | Đan Mạch   | X  |    |    |    |    |    |    |    |    |    | X  |    |    |    |    |    |    |    |    |    | 2    |
| 2        | Indonesia  |    | X  |    |    |    |    |    | X  |    |    |    |    |    |    |    |    |    |    |    |    | 2    |
| 4        | Thái Lan   |    |    |    |    |    |    |    |    |    |    |    |    |    |    |    |    |    |    |    | X  | 1    |

#### Đôi nam
| Xếp hạng | Quốc gia   | 77 | 80 | 83 | 85 | 87 | 89 | 91 | 93 | 95 | 97 | 99 | 01 | 03 | 05 | 06 | 07 | 09 | 10 | 11 | 13 | Tổng |
| -------- | ---------- | -- | -- | -- | -- | -- | -- | -- | -- | -- | -- | -- | -- | -- | -- | -- | -- | -- | -- | -- | -- | ---- |
| 1        | Indonesia  | X  | X  |    |    |    |    |    | X  | X  | X  |    | X  |    |    |    | X  |    |    |    | X  | 8    |
| 2        | Trung Quốc |    |    |    |    | X  | X  |    |    |    |    |    |    |    |    | X  |    | X  | X  | X  |    | 6    |
| 3        | Hàn Quốc   |    |    |    | X  |    |    | X  |    |    |    | X  |    |    |    |    |    |    |    |    |    | 3    |
| 4        | Đan Mạch   |    |    | X  |    |    |    |    |    |    |    |    |    | X  |    |    |    |    |    |    |    | 2    |
| 5        | Hoa Kỳ     |    |    |    |    |    |    |    |    |    |    |    |    |    | X  |    |    |    |    |    |    | 1    |

#### Đôi nữ
| Xếp hạng | Quốc gia   | 77 | 80 | 83 | 85 | 87 | 89 | 91 | 93 | 95 | 97 | 99 | 01 | 03 | 05 | 06 | 07 | 09 | 10 | 11 | 13 | Tổng |
| -------- | ---------- | -- | -- | -- | -- | -- | -- | -- | -- | -- | -- | -- | -- | -- | -- | -- | -- | -- | -- | -- | -- | ---- |
| 1        | Trung Quốc |    |    | X  | X  | X  | X  | X  | X  |    | X  | X  | X  | X  | X  | X  | X  | X  | X  | X  | X  | 17   |
| 2        | Anh        |    | X  |    |    |    |    |    |    |    |    |    |    |    |    |    |    |    |    |    |    | 1    |
| 2        | Nhật Bản   | X  |    |    |    |    |    |    |    |    |    |    |    |    |    |    |    |    |    |    |    | 1    |
| 2        | Hàn Quốc   |    |    |    |    |    |    |    |    | X  |    |    |    |    |    |    |    |    |    |    |    | 1    |

#### Đôi nam nữ
| Xếp hạng | Quốc gia   | 77 | 80 | 83 | 85 | 87 | 89 | 91 | 93 | 95 | 97 | 99 | 01 | 03 | 05 | 06 | 07 | 09 | 10 | 11 | 13 | Tổng |
| -------- | ---------- | -- | -- | -- | -- | -- | -- | -- | -- | -- | -- | -- | -- | -- | -- | -- | -- | -- | -- | -- | -- | ---- |
| 1        | Trung Quốc |    |    |    |    | X  |    |    |    |    | X  |    | X  |    |    |    |    |    | X  | X  |    | 5    |
| 1        | Hàn Quốc   |    |    |    | X  |    | X  | X  |    |    |    | X  |    | X  |    |    |    |    |    |    |    | 5    |
| 3        | Đan Mạch   | X  |    |    |    |    |    |    | X  | X  |    |    |    |    |    |    |    | X  |    |    |    | 4    |
| 3        | Indonesia  |    | X  |    |    |    |    |    |    |    |    |    |    |    | X  |    | X  |    |    |    | X  | 4    |
| 5        | Anh        |    |    | X  |    |    |    |    |    |    |    |    |    |    |    | X  |    |    |    |    |    | 2    |
| 5        | Thụy Điển  |    |    | X  |    |    |    |    | X  |    |    |    |    |    |    |    |    |    |    |    |    | 2    |